# Малайзія
Мала́йзія (малай. Malaysia) — країна в Південно-Східній Азії, складається з двох частин, розділених Південнокитайським морем:
- Західна Малайзія (або Материкова Малайзія) на Малайському півострові складається з 11 штатів і двох федеральних територій, межує з Таїландом на півночі і з Сінгапуром на півдні, до Сінгапуру веде дамба через протоку Джохор.
- Східна Малайзія (острівна) складається з федеральної території Лабуан і двох штатів Сабах і Саравак, що займають північну частину острова Калімантан (Борнео). Ці штати межують з Індонезією — на півдні та з султанатом Бруней Даруссалам — на півночі.

На материку Малайзія має сухопутний кордон із Таїландом, а на Борнео — з Індонезією і Брунеєм. Малаккська протока відокремлює півострівну частину Малайзії від індонезійського острова Суматра. Острівна частина Малайзії на сході омивається морем Сулу, що відділяє країну від Філіппін.
Малайзія — член ООН, входить у Британську Співдружність націй, Асоціацію держав Південно-Східної Азії, а також в різні регіональні економічні групи і міжнародні ісламські організації.

## Історія

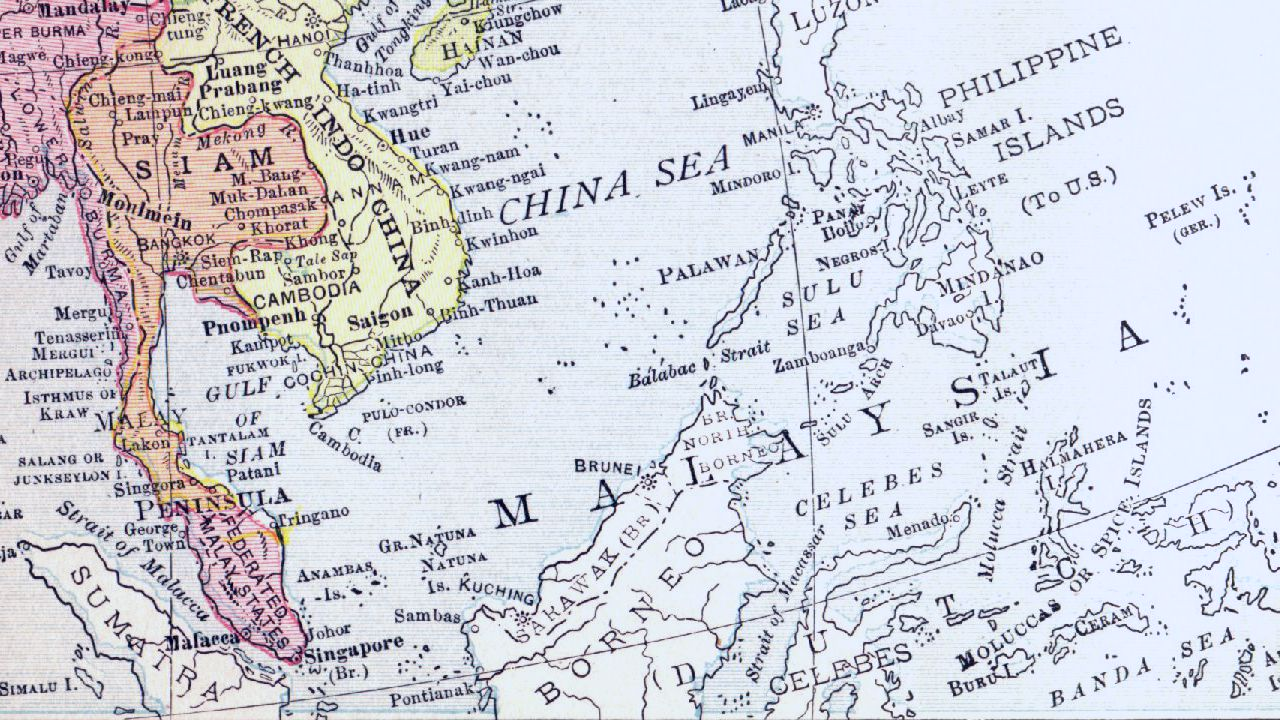
Малайзія на карті американського атласу 1914 року

Малайзія стала британською колонією в 1826 році. Під час Другої світової війни її окупувала Японія. У 1963 році сформована Федерація Малайзія, включаючи Малайю, Сінгапур (отримав незалежність 9 серпня 1965 року), Сабах і Саравак.

## Географія

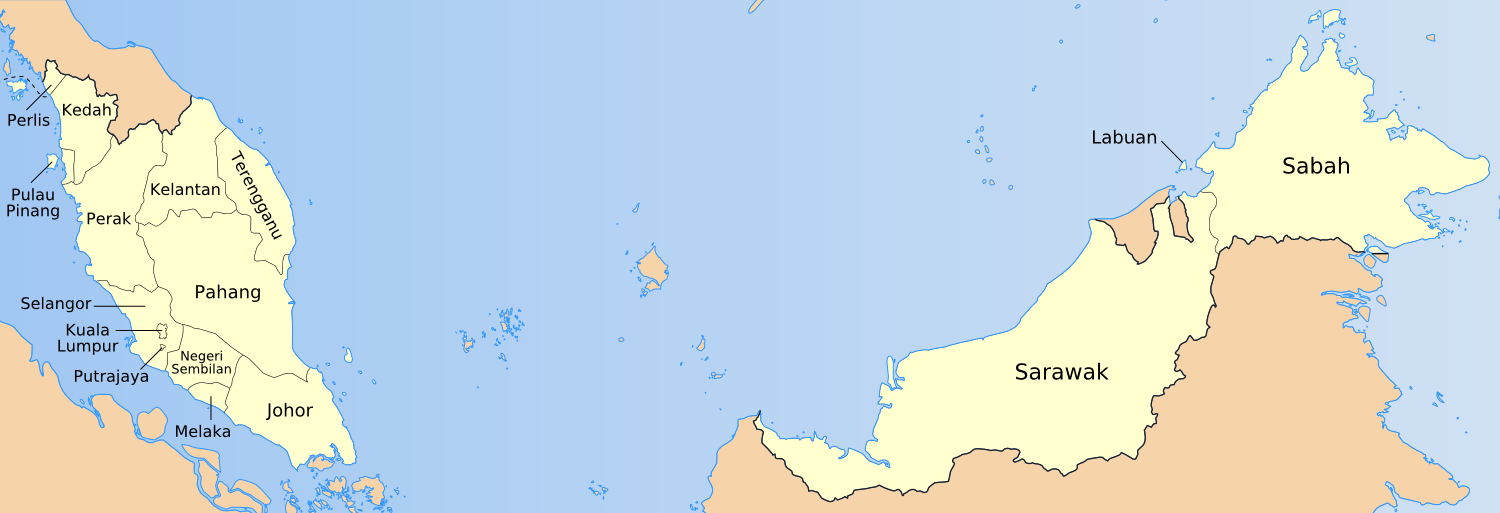
Карта Малайзії

Малайзія розташована в екваторіальному кліматичному поясі. Береги низькі, часто заболочені, на північному сході острів Калімантан облямований кораловими рифами. Вздовж узбережжя Калімантану розташовані низовини, в глибині острова — горби і гірські хребти висотою 2000—2400 м (найвища точка країни — гора Кінабалу, 4095 м). Поверхня півострова Малакка горбисто-гориста (висоти до 1000—2000 м, найвища гора Тахан сягає 2190 м). Вздовж узбережжя півострова Малакка простягаються заболочені алювіальні низовини шириною 30—90 км. Клімат країни екваторіальний і субекваторіальний, мусонний.

## Структура федерації і адміністративний поділ
Малайзія — це федерація, яка складається з 13 штатів, одинадцять з яких розташовані на Малайському півострові, а два — на острові Борнео.

### Західна Малайзія
- Штати
  - Султанат Джохор (столиця Джохор-Бару), код:JH
  - Султанат Кедах (столиця Алор-Сетар), код:KH
  - Султанат Келантан (столиця Кота-Бару), код:KN
  - Султанат Паганґ (столиця Куантан), код:PH
  - Султанат Перак (столиця Іпох), код:PK
  - Султанат Селанґор (столиця Шах-Алам), код: SL
  - Султанат Тренґану (столиця Куала-Тренґану), код:TR
  - Виборна монархія Неґері-Сембілан (столиця Серембан), код: NS
  - Королівство Перліс (столиця Канґар), код:PS
  - Губернаторство Малакка (столиця Малакка), код: MK
  - Губернаторство Пулау-Пінанґ (столиця Джорджтаун), код:PP або PN
- Федеральні території:
  - Путраджая (нова адміністративна столиця), код:PTJ
  - Куала-Лумпур (колишня столиця і економічний центр), код:KL

### Східна Малайзія
- Штати
  - Сабах, в минулому Північний Борнео (столиця Кота-Кінабалу, в минулому Джеселтон), код:SBH
  - Саравак (столиця Кучинг), код:SWK
- Федеральні території:
  - Лабуан (столиця Вікторія), код:LB

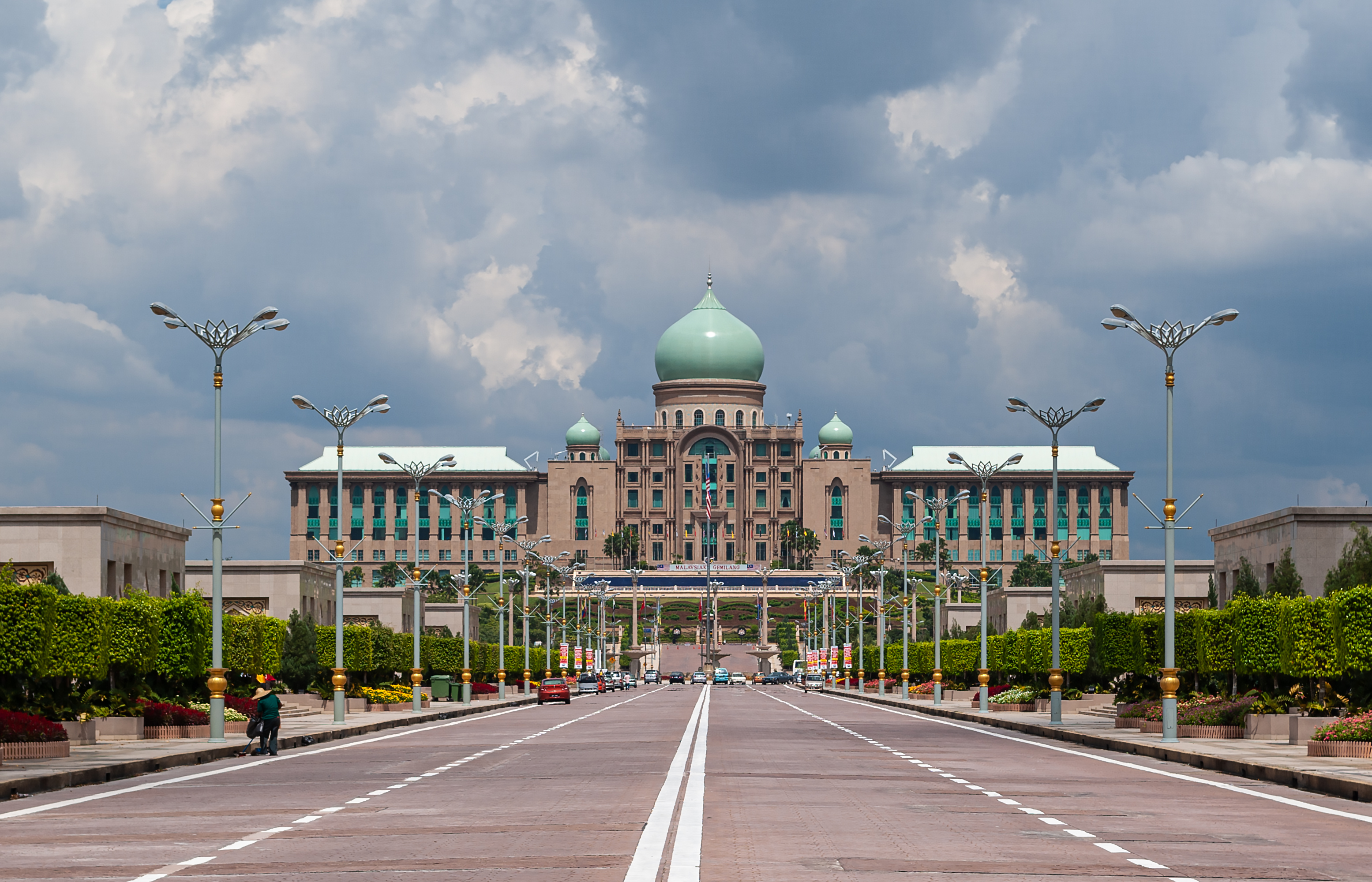
Резиденція прем'єр-міністра Малайзії в Путраджая

У 1995 році закладено нову столицю — Путраджая, будівництво якої планувалося завершити 2008 року (негативні економічні явища спричинили сповільнення реалізації намічених планів, однак більшість державних інституцій Малайзії вже перемістилися до Путраджаї). Передбачається, що тут проживатиме не більше 250 тисяч жителів.

### Керівники
Сім штатів є султанатами і управляються султанами. Правитель Негері-Сембілан носить традиційний малайський титул Янг Дипертуан Бесар (Yang Dipertuan Besar), правитель Перліса носить титул раджа. У дев'яти суб'єктах федерації глава виконавчої влади головний міністр (Ментері Бесар). В інших штатах — губернатор, якого призначає центральний уряд.
З дев'яти монархів кожні п'ять років обирають короля та віце-короля, зазвичай пріоритетом в цьому є вік або тривалість правління. Король Малайзії відіграє переважно ритуальну роль, основні функції управління виконує парламент і прем'єр-міністр. В Малайзії король обирається голосуванням Ради правителів 9 штатів строком на п'ять років.
15-й малайзійський король Мухаммад V був обраний в жовтні 2016 року. Він став першим, хто відрікся від престолу та покинув свій пост до закінчення терміну правління на тлі чуток про його весілля з російською моделлю. Раніше повідомлялось, що 22 листопада 2018 року 49-річний Мухаммад V одружився з 25-річною російською моделлю Оксаною Воєводіною, яка перемогла в 2015 році на конкурсі краси «Міс Москва».

## Економіка

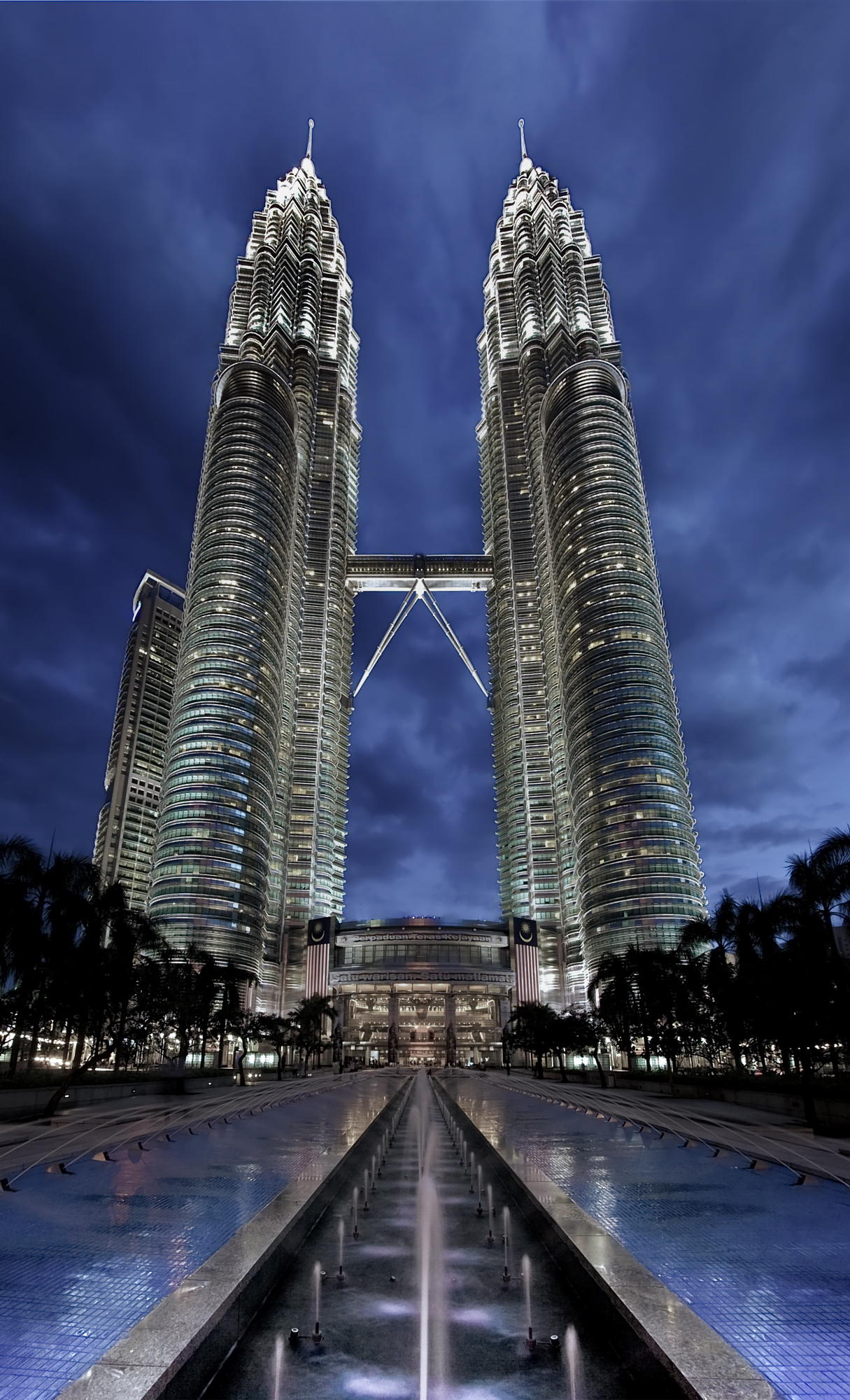
Вежі-близнюки Петронас в Куала-Лумпур — найвища споруда Південно-Східної Азії

Практикується п'ятирічне планування. З 1970 до 1990 року здійснювалася нова економічна політика, в результаті якої кількість населення, яке проживає нижче від рівня бідності, зменшилася з 52 до 17 %. У 1991 р. оголошено амбітний план «Vision-2020», в якому ставиться мета перетворити Малайзію до 2020 р. в індустріально розвинену державу.
Основу економіки становлять промисловість (46 % ВВП) і сфера послуг (41 %). Сільське господарство дає 13 % ВВП. Особливо високого розвитку досягли електронна й електротехнічна галузі промисловості (1-ше місце з виробництва електронних чипів і побутових кондиціонерів), складання автомобілів (виробляється власний автомобіль «Протон сага»), переробка нафти і газу (3 місце з виробництва скрапленого газу), текстильна промисловість. Поруч зі столицею ведеться будівництво найбільшого у світі іонного коридору — на кшталт Кремнієвої долини. На світовий ринок Малайзія постачає пальмову олію (перше місце у світі), натуральний каучук (третє місце у світі), олов'яний концентрат і лісоматеріали.

### Основні макроекономічні показники
- Дохід на особу — 4690 доларів США. Зовнішній борг — 39,8 млрд дол. США. На обслуговування зовнішнього боргу витрачається лише 1 % вартості експорту країни, а обсяг короткострокової заборгованості становить понад 30 % резервів Державного банку.
- Обсяг прямих іноземних інвестицій — 3 млрд дол. Найбільші інвестори — США, Японія.

### Основні корисні копалини та їхня переробка
Розвідані запаси нафти Малайзії — 4,3 млрд барелів. Малайзійська нафта має низький вміст сірки, вважається однією з найкращих за якістю. Видобувається на шельфових родовищах поблизу Малайського півострова. Щодня в країні видобувають 730 тис. барелів нафти, з яких майже половина експортується. Потужності нафтопереробки наближаються до 500 тис. барелів на добу. Запаси природного газу Малайзії оцінюють в 2,2 млн кубічних метрів (77,7 трлн кубічних футів), видобуток становить 1,36 трлн кубічних футів на рік.
- Державна нафтова компанія Малайзії — Петронас

Її стратегічні партнери — Ексон і Шелл, за участю яких було створено основні нафтовидобувні компанії Малайзії — Ессо Продакшн Малайсія, Сабах Шелл Петролеум, Саравак Шелл Берхад, а також Саравак Шелл/ПЕТРОНАС Чарігалі. Іншими закордонними компаніями, які активно працюють в Малайзії є Амоко, Коноко, Енрон, Інтернешнл Петролеум Корпорейшн, Міцубісі, Мобіл, Мерфі Ойл, Ніппон Ойл, Оксідентал, Статойл, Тексако, Трітон, Петровьетнам.
- Акт про Малайзію 1963 рокуНафтопереробні заводи

Порт Діксон-Шелл (потужність — понад 100 тис. барелів нафти на добу), Малакка-1 (100 тис.) і Малакка-2 (100 тис.), Керт-Петронас (40 тис.), Порт Діксон-Эссо (понад 80 тис.), Лутонг-Шелл (45 тис.). Основні термінали — Бінтулу, Кучінг, Малакка, Пінанг, Порт-Діксон, Порт-Кланг і інші.
Однією з основних проблем нафтової галузі є виснаження запасів. За останні роки в Малайзії не відкрито жодного великого за запасами родовища. З метою активізації геологорозвідувальних робіт уряд в 1998 році ухвалив рішення про зниження оподаткування галузі. Одночасно керівництво ПЕТРОНАС приступило до розробки нової стратегії, основна мета якої — активна участь компанії в зарубіжних проєктах. Так, сьогодні малайзійська компанія вже працює в Туркменістані, Ірані, Китаї, Пакистані, В'єтнамі, Алжирі, Лівії, Тунісі та інших країнах. У квітні 1997 р. малайська інвестиційна холдингова компанія «Петра Хіра» підписала угоду з урядом Татарстану про придбання контрольного пакету акцій нафтохімічного підприємства «Нижнекамскнефтехим».

### Фінансово-кредитна система
Банківська система країни розвивається на принципах ісламської економіки. За період з 1993 по 1999 рр. активи ісламських банків збільшилися з 2,4 млрд до 34 млрд рингітів. Провідні позиції займає Банк Муамалат Малайсія Берхад. Оскільки за законами шаріату гроші не є товаром і, відповідно, вимагати плату за надання їх в борг вважається порушенням норм ісламської моралі, ісламська кредитна система базується на принципі розподілу прибутку від інвестицій між кредитором і позичальником. Існує два види кредитних операцій: мудараба (фінансова компанія залучає ресурси на депозитні рахунки і вкладає їх в різні проєкти в обмін на суворо обумовлену частку прибутку; якщо бізнес призвів до збитків, то вони відносяться тільки до позичальника) і мушарака (інвестори здійснюють капіталовкладення на пайовій основі і за результатами розділяють між собою отримані прибутки або збитки відповідно до розміру частки кожного учасника).

### Традиційні промисли та туризм

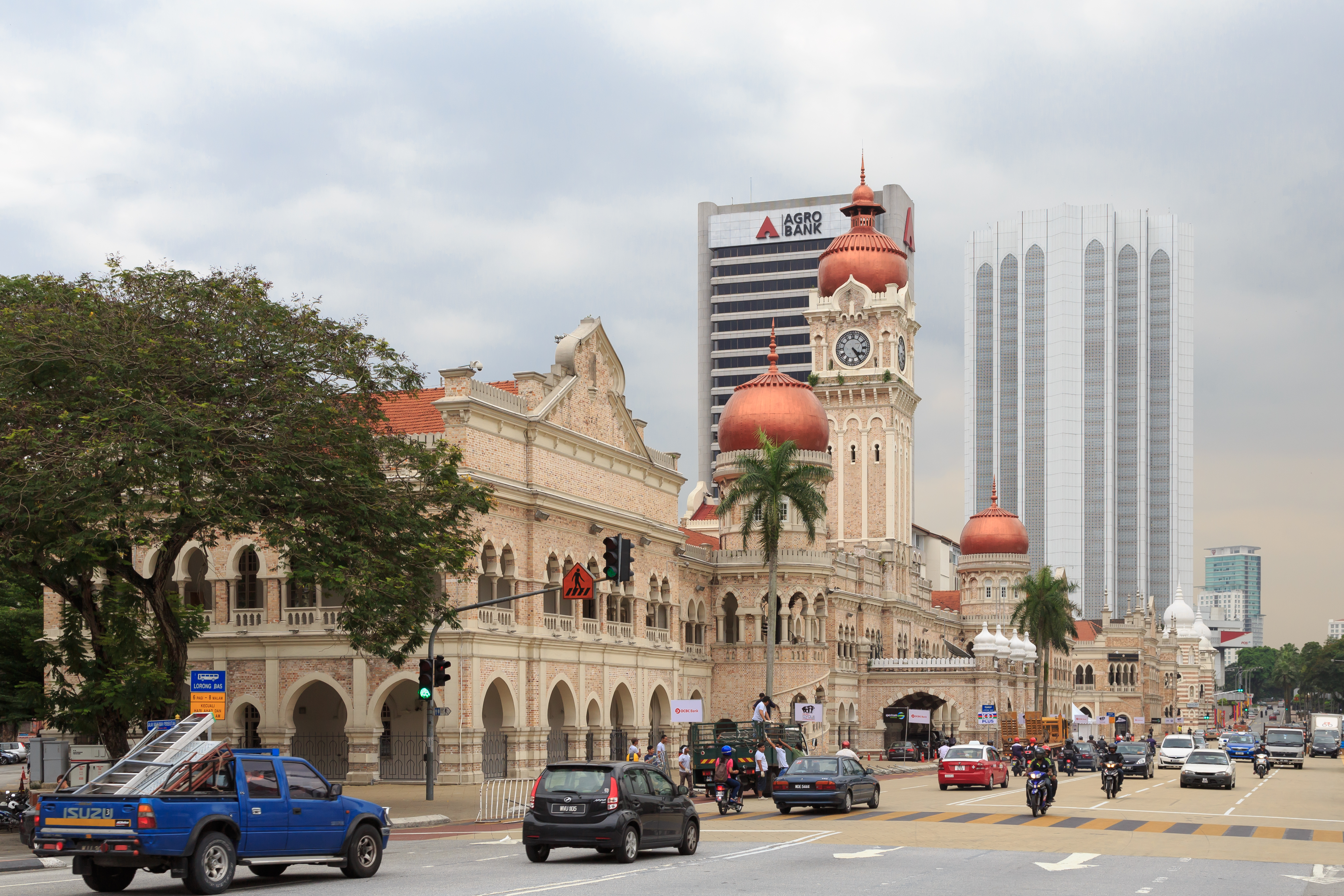
Куала-Лумпур — поєднання старовини та модерну

У країні збереглися традиційні промисли: виготовлення тканин батик та сонгкет, ювелірних виробів із срібла і сувенірів з олова, плетіння.
Приділяється велика увага розвитку туризму. Основні центри: о. Пінанг, о. Лангкаві, історичне місто Малакка, національні парки і заповідники.

### Транспорт та зв'язок
Довжина залізничних колій — 1798 км, шосейних доріг 94 500 км (70 970 км с твердим покриттям, у тому числі 580 км — швидкісні дороги). Автомагістраль «Північ-Південь» (848 км) проходить від кордону з Таїландом до Сінгапуру. 1307 км нафтопроводів і 379 км газопроводів.
Морський торговий флот нараховує 378 суден, у тому числі 61 нафтових і 19 газових танкерів. Основні порти:
- Порт-Кланг (найбільший, вантажообіг 49 млн т в 1996 р.)
- Лабуан
- Пулау-Пінанг
- Пасір-Гуданг
- Куантан
- Кота-Кінабалу
- Сандакан
- Кучинг
- Сібу
- Бінтулу

115 аеропортів, з них 6 міжнародних (Сепанг, Лангкаві, Пулау-Пінанг, Джохор-Бару, Кота-Кінабалу, Кучинг). Національна авіакомпанія «МАС» (1971) здійснює польоти в 75 міст світу.
У Малайзії добре розвинена система телекомунікацій та зв'язок. В 1997 р. нараховувалось 2,7 млн приватних абонентів телефонної мережі та 1,45 млн абонентів — юридичних осіб, понад 170 тис. телефонів-автоматів, майже 2,5 млн стільникових телефонів. Телефонний зв'язок забезпечують дві супутникові станції і прокладені по морському дну кабелі в Індію, Гонконг та Сінгапур. Супутники (MEASAT-1 і MEASAT-2) виведені на орбіту за допомогою французької ракети-носія.

### Інвестиційна діяльність

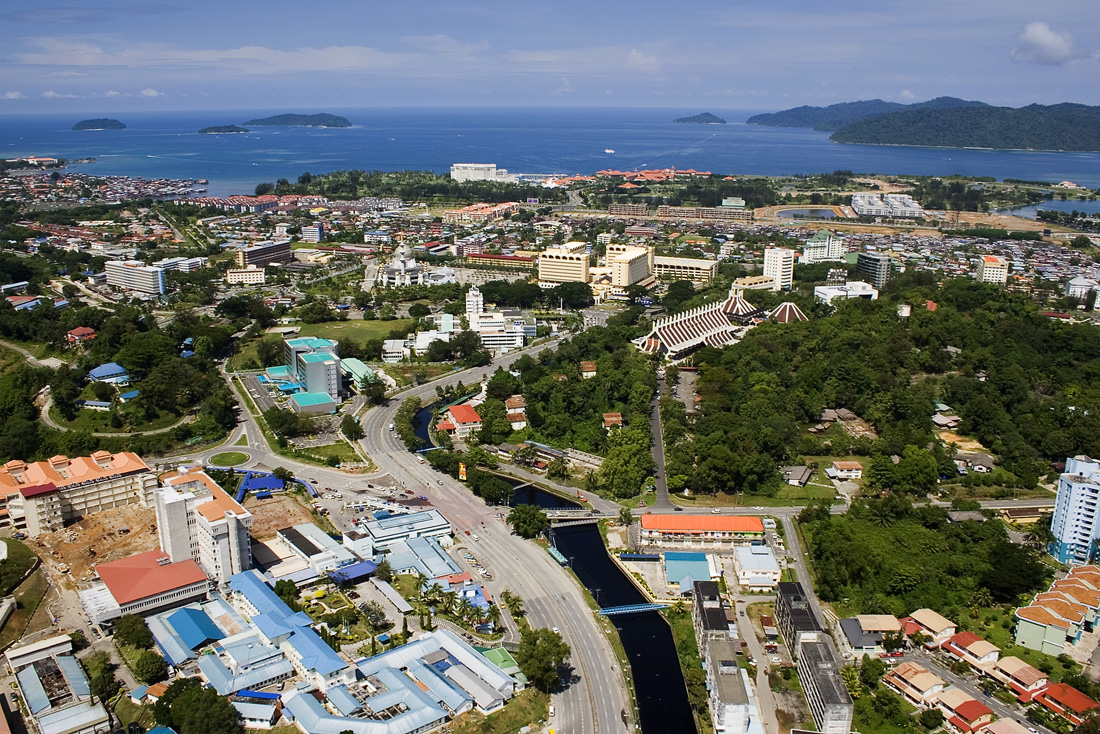
Кота-Кінабалу — столиця штату Сабах на сході Малайзії, яка знаходиться на відстані 1600 км (1000 миль) від Куала-Лумпур на схід через Південнокитайське море

Восени 2006 року стартував найбільший інвестиційний проєкт в історії країни. На базі південного штату Джохор буде створено[коли?] економічний кластер, розвитком якого займатиметься державна компанія «Khazanah Nasional». В перші п'ять років компанія вкладе близько 13 млрд дол., весь проєкт розрахований до 2025 року на суму близько 100 млрд дол. Передбачається, що буде створено близько 800 тисяч робочих місць, а сам штат завдяки двом морським і одному авіаційному порту складе гідну конкуренцію Сінгапуру.

### Зовнішньоекономічна діяльність
Зовнішньоторговельний обіг Малайзії в 1998 р. становив 133,6 млрд дол. США (в 1997 р. — 167 млрд), в тому числі експорт 74,3 млрд дол. (в цінах ФОБ), а імпорт — 59,3 млрд дол. За обсягом експорту країна займає 19-те місце, імпорту — 17-те місце.
- Основні предмети експорту: електроніка (близько 50 %), нафта і нафтопродукти, пальмова олія, деревина й вироби з неї, каучук, текстиль. Продукція обробної промисловості становить 81 % всього експорту, сільського господарства — 9,5 %, добувної промисловості — 6,3 %.
- Основні країни, до яких експортується продукція: США (21 %), Сінгапур (20 %), Японія (12 %), Гонконг (5 %), Велика Британія і Таїланд (по 4 %), Німеччина (3 %). Країна входить у шістку найбільших експортерів промислової продукції Азії.
- Основні предмети імпорту: машини й обладнання, хімікати, продукти харчування. 27 % імпорту надходить з Японії, 16 % — з США, 12 % — із Сінгапуру, 5 % — з Тайваню, по 4 % — з ФРН і Південної Кореї.

## Міжнародні відносини
Малайзія підтримує зв'язки з більшістю країн світу. Найбільш тісні взаємини з державами — членами АСЕАН.
- Українсько-малайзійські відносини

## Населення
Чисельність населення країни 2015 року становила 30 513 млн осіб (43-тє місце у світі). Густота населення країни 2015 року становила 92,3 особи/км² (116-те місце у світі).

### Етнічний склад

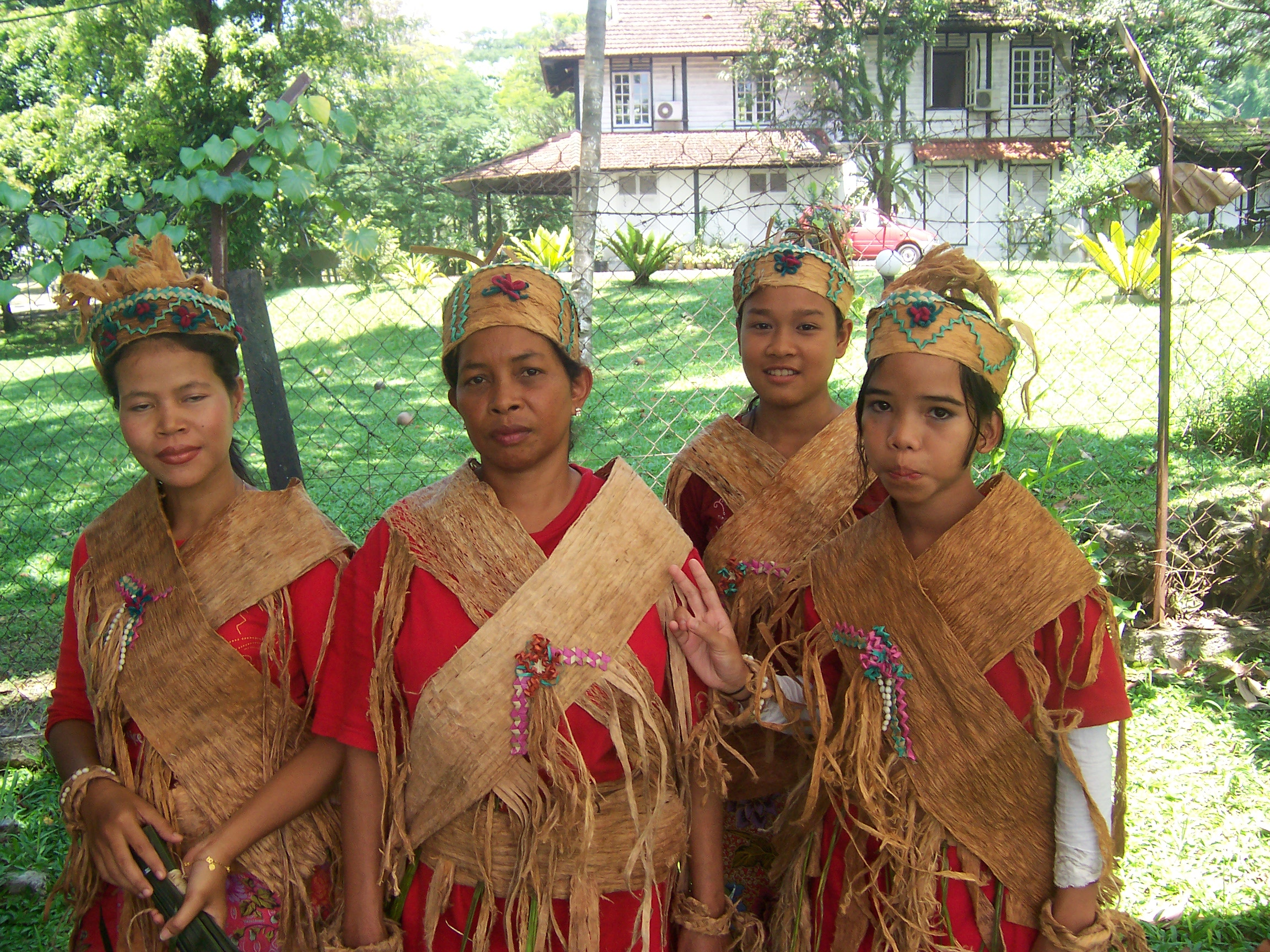
Аборигени Малакського півострова «оранг-аслі»

Малайзія відрізняється етнічною різноманітністю. Мешканці країни називаються малайзійцями. Більшу частину населення (близько 62 % за даними на 2010 рік) становлять австронезійські народи, відомі тут як буміпутра. Поняття буміпутра включає малайців, які становлять трохи більше половини населення країни (50,1 %), а також корінні народи, які проживали на цих землях ще до приходу малайців (близько 11,8 %).
Корінне населення країни відоме під загальним терміном Оранг-аслі й охоплює безліч етнічних груп. Якщо у півострівній частині країни вони становлять лише вкрай малу частку населення, то на сході (в штатах Саравак і Сабах) вони становлять більшість. Найбільша з цих етнічних груп — ібани, налічує близько 600 тисяч осіб (30 % населення штату Саравак). Інший численний корінний народ — бідаюх, налічує близько 170 тис. осіб і мешкає в південно-західній частині Сараваку.
Друга за чисельністю етнічна група країни — китайці (22,6 % населення Малайзії). Китайське населення розміщене нерівномірно, так, «найкитайськіші» міста Малайзії — це Іпох і Куала-Лумпур, а «найкитайськіщий» штат — Пенанг (41 % від населення штату складають китайці).
Третя за чисельністю етнічна група — індійці (9,1 %). Переважна більшість їх — особи тамільського походження, які разом із малаялі і телугу становлять понад 83 % всього малайзійського населення індійського походження.
Нащадки китайських та індійських іммігрантів вважаються зобов'язаними малайцям за надання їм громадянства, що закріплено у статті 153 Конституції Малайзії. Малайці мають перевагу при прийомі до університетів, пріоритет в отриманні ліцензій та кредитів на підприємницьку діяльність; у державному апараті малайців мало бути вчетверо більше, ніж немалайців.

### Мови
Офіційною мовою Малайзії є малайська мова. Англійська історично (аж до кінця 1960-х років) була де-факто мовою адміністрації. Сьогодні англійська виконує важливу роль другої мови, яка певною мірою застосовується в освіті. Крім того, малайський варіант англійської широко застосовується в бізнесі, поряд з ним часто використовується мангліш з дуже сильним впливом малайської і в деякій мірі китайської та тамільської.

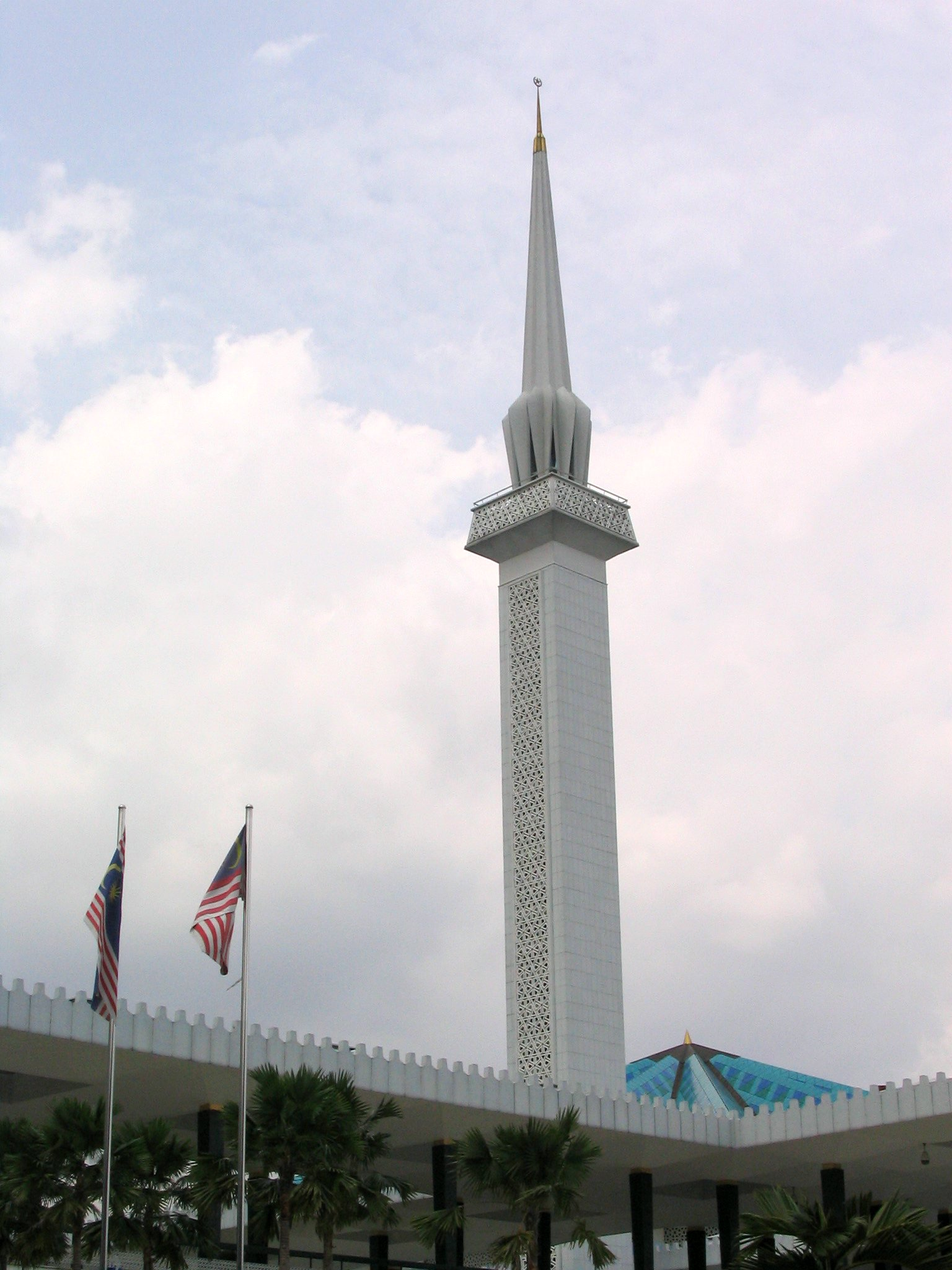
Мечеть Негара в Куала-Лумпурі

Малайські китайці розмовляють головним чином різними південнокитайськими діалектами (південноміньський, кантонський, хакка, хайнаньський та інші), і навіть, меншою мірою, на путунхуа. Індійці країни розмовляють переважно тамільською.
У Східній Малайзії (Сабах і Саравак) поширені мови місцевих племен, які здебільшого віддалено споріднені з малайською. Найбільші з яких ібанська, що налічує понад 600 тис. носіїв та кадазанська.

### Релігія
Головні релігії й вірування, які сповідує, і конфесії та церковні організації, до яких відносить себе населення країни (станом на 2010 рік):
- іслам (державна релігія) — 61,3 %
- буддизм — 19,8 %
- християнство — 9,2 %
- індуїзм — 6,3 %
- конфуціанство, даоїзм, традиційні вірування — 1,3 %
- інші — 0,4 %
- не сповідують жодної — 0,8 %
- не визначились — 1 %.

### Найбільші міста
Малайзія високоурбанізована країна. Рівень урбанізованості становить 74,7 % населення країни (станом на 2015 рік), темпи зростання частки міського населення — 2,66 % (оцінка тренду за 2010—2015 роки).
Головні міста держави: Куала-Лумпур (столиця) — 6,837 млн осіб, Джохор — 912,0 тис. осіб (дані за 2015 рік).
| Ранг | Місто         | Населення   | Населення   | Населення  | Штат         |
| Ранг | Місто         | Переп. 1991 | Переп. 2000 | Розр. 2006 | Штат         |
| ---- | ------------- | ----------- | ----------- | ---------- | ------------ |
| 1    | Куала-Лумпур  | 1 145 075   | 1 297 526   | 1 482 359  | Куала-Лумпур |
| 2    | Субанґ-Джая   | 78 494      | 423 338     | 954 266    | Селангор     |
| 3    | Кланг         | 368 228     | 631 676     | 936 664    | Селангор     |
| 4    | Джохор-Бару   | 442 250     | 630 603     | 838 947    | Джохор       |
| 5    | Іпох          | 468 765     | 574 041     | 692 247    | Перак        |
| 6    | Ампанґ-Джая   | 287 823     | 475 253     | 682 053    | Селангор     |
| 7    | Кучинг        | 277 346     | 423 873     | 602 113    | Саравак      |
| 8    | Петалінг-Джая | 351 719     | 438 084     | 535 763    | Селангор     |
| 9    | Шах-Алам      | 116 824     | 319 612     | 521 219    | Селангор     |
| 10   | Кота-Кінабалу | 160 122     | 305 382     | 493 650    | Сабах        |

## Культура
| Дата             | Українською мовою                             | Оригінальна назва |
| 1 січня          | Новий рік                                     | Hari Tahun Baru   |
| січень/лютий     | Китайський Новий рік                          | Tahun Baru Cina   |
| березень/квітень | мусульманське свято                           | Hari Raya Puasa   |
| 1 травня         | Свято Праці                                   | Hari Buruh        |
| 27 травня        | День Весак (День Будди)                       | Hari Wesak        |
| 5 червня         | День народження Янг ді-Петруан Агонг (короля) |                   |
| липень/серпень   | мусульманське свято                           | Hari Raya Haji    |
| 31 серпня        | День Незалежності (див. Історія Малайзії)     | Hari Merdeka      |
| жовтень/листопад | Індуїстське свято Довбашів                    | Deepavali         |
| 17 грудня        | День народження Магомета                      |                   |
| 25 грудня        | Різдво                                        |                   |

## Кінематограф
«Чикак, людина» (фільм, 2006) — фантастичний і комедійний фільм про супергероїв, що вийшов у Малайзії 2006 року. Режисер — член гурту KRU Юсрі Абдул Халім. Продовження фільму «Чикак-2: планета Хітам» було випущено 11 грудня 2008 року. Третій фільм під назвою «Чикак-3» вийшов у світ 12 березня 2015 року з абсолютно новим акторським складом, де головного героя зіграв Зізан Разак.